# Nikon F4

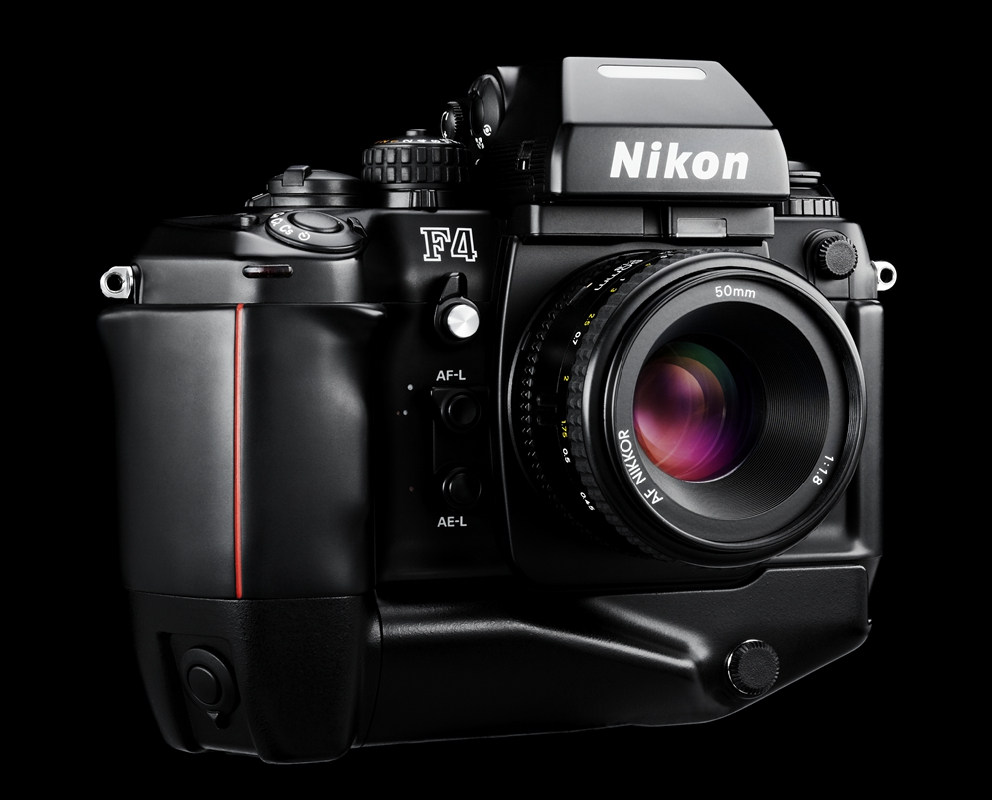
Nikon F4.

Nikon F4 är en systemkamera med autofokus tillverkad av Nikon. Den lanserades 1988 som efterföljare till Nikon F3 och ersattes 1996 av Nikon F5. F4:an var avsedd för professionella fotografer och var Nikons mest avancerade kamera fram till 1996. Nikon F4 är bakåtkompatibel med Nikon MF (manuell fokus) objektiv vad gäller matrisljusmätning. Detta gör den unik bland Nikons toppkameror.